# Echeandia drepanoides
Echeandia drepanoides là một loài thực vật có hoa trong họ Măng tây. Loài này được (Greenm.) Cruden mô tả khoa học đầu tiên năm 1993.